# Simulium quadrifila
Simulium quadrifila är en tvåvingeart som först beskrevs av Grenier, Faure och Raymond Ferdinand Laurent 1957.  Simulium quadrifila ingår i släktet Simulium och familjen knott. Inga underarter finns listade i Catalogue of Life.